# آنا ثين مركيزة باث
آنا أبيجيل جيرماثي، والمعروفة باسم آنا ثين، (ولدت في 27 سبتمبر 1943)، وهي معروفة أيضًا باسمها المسرحي آنا جايل (بالإنجليزية: Anna Gaël)‏، هي ممثلة ومراسلة حربية مجرية بريطانية.

## النشأة
ولدت آنا أبيجيل جيرمارثي في 27 سبتمبر 1943 في بودابست، المجر. كان والدها - لازلو إيزاك جيرماثي - عالمًا في الرياضيات وكانت والدتها شاعرة. وعندما كانت طفلة، انتقلت إلى فرنسا، وبدأت التمثيل وهي في الخامسة عشرة من عمرها.

## الحياة المهنية
عملت آنا جيرمارثي تحت اسم مسرحي «آنا جايل». لعبت دور البطولة في الأفلام المجرية والألمانية والفرنسية بما في ذلك فيلم Via Macau في عام 1966، والفلمان Therese وIsabelle في عام 1968، وفيلم The Love Factor في عام 1969، وفيلم Take Me ،Love Me في عام 1970.
تقاعدت من التمثيل عام 1981. وعملت كمراسلة إخبارية، حيث غطت النزاعات في فيتنام وجنوب إفريقيا بالإضافة إلى نزاع أيرلندا الشمالية.

## الحياة الشخصية
في باريس عام 1959، قابلت آنا جايل ألكسندر ثين فيكونت ويماوث - ابن هنري ثين مركيز باث السادس، ودافني فيلدينغ. وأصبحت فيما بعد عشيقته أثناء زواجها من المخرج السينمائي الفرنسي جيلبرت بينو.
في عام 1969، تزوجت الفيكونت. وفي أواخر هذا العام أنجبت طفلها الأول لينكا ثينLenka Thynn. وفي عام 1974 أنجبت طفلهما الثاني سيولين ثين Ceawlin Thynn. في عام 1992 خُلف زوجها والده بصفته المركيز السابع لباث، وتوفي في أبريل 2020.
في عام 2013، تزوج ابنها من إيما ماكويستون، ابنة رجل الأعمال النيجيري أولاديبو الجاديسيمي Oladipo Jadesimi. وبحسب ما ورد رفضت جايل زواج ابنها بسبب النسب الأفريقي لزوجة ابنها. وقد تم حرمانها من حضور حفل الزفاف.